# Крински, Кэрол
Кэрол Херсел Крински (англ. Carol Herselle Krinsky, род. 1937, Нью-Йорк, Нью-Йорк) — американский историк архитектуры.
Она окончила среднюю школу Эразмус Холл, училась в колледже Смита (1957, степень бакалавра) и Нью-Йоркском университете (доктор философии, 1965). Крински — профессор истории архитектуры XX века в Нью-Йоркском университете и бывший президент Общества историков архитектуры.

## Книги
- Contemporary Native American Architecture: Cultural Regeneration and Creativity, Oxford University Press, 1996
- Synagogues of Europe: Architecture, History, Meaning, MIT Press, 1985; исправленное издание, MIT Press, 1986; Dover Publications reprint, 1996
- Europas Synagogen: Architecktur, Geschichte, Bedeutung, Stuttgart, Deutsche Verlags-Anstalt, 1988.
- Gordon Bunshaft of Skidmore, Owings & Merrill, MIT Press, 1988
- Rockefeller Center, Oxford University Press, 1978
- Di Lucio Vitruvio Pollione 'De architectura.' Libri dece traduti de latino in Vulgare Affigurati: Com[m]entati: & con mirando ordine insigniti: Nachdruck der kommentierten ersten italienischen Ausgabe von Cesare Cesariano, Como, 1521, Munich, Wilhelm Fink Verlag, 1969. Essay. index.
- соредактор (с Kathryn A. Smith) Studies in Manuscript Illumination: A Tribute to Lucy Freeman Sandler, London/Turnhout, Harvey Miller/Brepols, 2008

## Награды
- 1986: Национальная еврейская книжная премия[англ.] в категории «Изобразительное искусство» за «Синагоги Европы»[5].